# Вулиця Мисливська (Львів)
В́улиця Мисл́ивська — вулиця у Залізничному районі міста Львова, в місцевості Сигнівка. Сполучає вулиці Караджича та Виговського.

## Історія
Виникла у першій третині XX століття у складі передміського селища Сигнівка. Після входження селища до меж міста 11 квітня 1930 року, вулиці колишнього села були перейменовані або ж новоутвореним вулицям надавалися певні назви. Так, у 1934 році отримала назву вулиця Кустановича, на честь польського футболіста, мотогонщика, учасника битви за Львів у 1918 році, уродженця Львова Едварда Юзефа Кустановича (1894—1932). 1936 року перейменована на вулицю Ловчувек. Сучасна назва вулиця Мисливська, походить з 1950 року.

## Забудова
Забудова вулиці Мисливської — одноповерховий конструктивізм 1930-х років, одноповерховий конструктивізм 1930-х років, п'яти- та дев'ятиповерхова житлова забудова 1980-х—1980-х років.

### Будинки
№ 27 — дев'ятиповерховий житловий будинок. Одне з приміщень займає Львівський міський осередок ВГО КСУ «Племінний Центр».
№ 29 — дев'ятиповерховий житловий будинок. Одне з приміщень займає школа вокалу та сучасного і класичного танцю «Біла пантера».